# Nepomuki Szent János-szobor (Arad)
Az aradi Nepomuki Szent János-szobor műemlékké nyilvánított szobor Romániában, Arad megyében. A romániai műemlékek jegyzékében az AR-III-m-A-00671 sorszámon szerepel.